# Campeonato Profesional Interandino 1965
El Campeonato Profesional Interandino 1965, más conocida como la Copa Interandina 1965 fue la 12.ª edición de los campeonatos profesionales de Pichincha y la 6.ª temporada desde que se renombró a Copa Interandina, dicho torneo fue auspiciado por la Asociación de Fútbol No Amateur de Pichincha (AFNA), para esta edición sería el debut del conjunto Univ.Católica ganador del torneo de promoción e ascenso de AFNA, el torneo ser jugaria con 7 equipos de los cuales se jugarian en 3 etapas, el campeón defensor el Politécnico no le iría bien en su campaña en defender el título obtenido el año anterior ya que al finalizar las 3 etapas en la tabla acumulada terminaría penúltimo, así mismo el campeón nacional el Dep.Quito no lograría clasificarse al siguiente torneo ya que tuvo la peor campaña dentro de la historia al terminar último del torneo, al finalizar la 3.ª etapa en el computo de puntos en la tabla acumulada tanto los cuadros Univ.Católica,El Nacional y LDU(Q) estarían igualados en puntos dado por ello se decidió usar el desempate por enfrentamientos directos entre los 3 conjuntos saliendo como clasificados para definir el campeonato tanto camarattas como militares, el encuentro se lo jugaria en el estadio Olímpico Atahualpa el 24 de octubre. Para definir al campeón, el triunfo se lo llevaría el cuadro Camaratta por marcador de 1-0 con gol de Patricio Olivia dando así su primer título en el profesionalismo, los equipos más goleadores del torneo fueron el América de Quito y Politécnico con 29 goles, mientras que el conjunto con más goles en contra fue para el América de Quito, en la cual recibió un total de 41 goles en contra, mientras que el equipo con menos anotaciones en contra fue para el campeón Univ.Católica que solo recibiria 17 goles en contra. Para esta edición no hubo ni ascenso no descenso, aunque el conjunto del San Lorenzo (LV) lograra el campeonato del torneo de promoción e ascenso de AFNA no subiria para el siguiente año sino para el de 1967, mientras que en el caso del descenso no habría en este año sino que se decidió que los 2 equipos de menor puntaje descenderian por medio de una tabla acumulada sumando los puntajes de los torneos de 1965 e 1966.
Univ.Católica se coronó campeón del Campeonato Profesional Interandino por primera vez mientras que El Nacional obtendría su primer subcampeonato

## Formato del Torneo
El campeonato Profesional se jugara con el formato de 3 etapas y será de la siguiente manera:
Primera Etapa
Se jugara un todos contra todos entre los 6 participantes del torneo en partidos de ida dando un total de 7 fechas.
Segunda Etapa
Nuevamente se jugara un todos contra todos entre los 6 participantes del torneo en partidos de ida dando un total de 7 fechas.
Tercera Etapa
Para la tercera etapa se jugara como las dos etapas anteriores entre los 7 participantes del torneo en partidos de ida dando un total de 7 fechas, para definir al campeón y a los clasificados al Campeonato Ecuatoriano de Fútbol 1965 se lo daría por medio de la tabla acumulada dando entre las 3 etapas un total de 21 fechas, en caso de que los 2 equipos que terminaran en los 2 primeros puestos de la tabla acumulada igualaran en puntos se tendrá que jugar un partido definitorio para dar a conocer al campeón, en cambio si son 3 equipos que igualaran en puntos se usara un sistema de desempate para poder definir a los 2 equipos que jueguen dicha final.

## Sedes
| Quito              |
| ------------------ |
| Olímpico Atahualpa |
| Capacidad: 38 500  |
|                    |

## Equipos participantes
Estos fueron los 7 equipos que participaron en la Copa Interandina de 1965.
| Equipos participantes | Equipos participantes | Equipos participantes | Equipos participantes |
| --------------------- | --------------------- | --------------------- | --------------------- |
| Aucas                 | Dep.Quito             | LDU(Q)                | Univ.Católica         |
| América de Quito      | El Nacional           | Politécnico           |                       |

## Primera Etapa

### Partidos y resultados
| Fecha 1       | Fecha 1   | Fecha 1          |
| Equipo Local  | Resultado | Equipo Visitante |
| ------------- | --------- | ---------------- |
| Dep.Quito     | 2-0       | Aucas            |
| LDU(Q)        | 1-2       | El Nacional      |
| Univ.Católica | 3-0       | América de Quito |

| Fecha 2          | Fecha 2   | Fecha 2          |
| Equipo Local     | Resultado | Equipo Visitante |
| ---------------- | --------- | ---------------- |
| América de Quito | 2-3       | LDU(Q)           |
| Aucas            | 3-1       | Politécnico      |
| El Nacional      | 3-2       | Dep.Quito        |

| Fecha 3      | Fecha 3   | Fecha 3          |
| Equipo Local | Resultado | Equipo Visitante |
| ------------ | --------- | ---------------- |
| Dep.Quito    | 0-0       | América de Quito |
| Politécnico  | 1-1       | El Nacional      |
| LDU(Q)       | 0-0       | Univ.Católica    |

| Fecha 4          | Fecha 4   | Fecha 4          |
| Equipo Local     | Resultado | Equipo Visitante |
| ---------------- | --------- | ---------------- |
| Dep.Quito        | 0-0       | Univ.Católica    |
| América de Quito | 2-6       | Politécnico      |
| Aucas            | 1-2       | El Nacional      |

| Fecha 5      | Fecha 5   | Fecha 5          |
| Equipo Local | Resultado | Equipo Visitante |
| ------------ | --------- | ---------------- |
| LDU(Q)       | 4-1       | Dep.Quito        |
| Politécnico  | 1-1       | Univ.Católica    |
| Aucas        | 3-1       | América de Quito |

| Fecha 6          | Fecha 6   | Fecha 6          |
| Equipo Local     | Resultado | Equipo Visitante |
| ---------------- | --------- | ---------------- |
| América de Quito | 0-3       | El Nacional      |
| Politécnico      | 2-3       | LDU(Q)           |
| Univ.Católica    | 2-1       | Aucas            |

| Fecha 7      | Fecha 7   | Fecha 7          |
| Equipo Local | Resultado | Equipo Visitante |
| ------------ | --------- | ---------------- |
| Dep.Quito    | 3-1       | Politécnico      |
| El Nacional  | 0-1       | Univ.Católica    |
| Aucas        | 3-1       | LDU(Q)           |

### Tabla de posiciones
|  |  |    | Equipo           | PJ | PG | PE | PP | GF | GC | DG  | PTS |
|  |  | -- | ---------------- | -- | -- | -- | -- | -- | -- | --- | --- |
|  |  | 1. | El Nacional      | 6  | 4  | 1  | 1  | 11 | 6  | +5  | 9   |
|  |  | 2. | Univ.Católica    | 6  | 3  | 3  | 0  | 7  | 2  | +5  | 9   |
|  |  | 3. | LDU(Q)           | 6  | 3  | 1  | 2  | 12 | 10 | +2  | 7   |
|  |  | 4. | Aucas            | 6  | 3  | 0  | 3  | 11 | 9  | +2  | 6   |
|  |  | 5. | Dep.Quito        | 6  | 2  | 2  | 2  | 8  | 8  | 0   | 4   |
|  |  | 6. | Politécnico      | 6  | 1  | 2  | 3  | 12 | 13 | -1  | 4   |
|  |  | 7. | América de Quito | 6  | 0  | 1  | 5  | 5  | 18 | -13 | 1   |

Pts = Puntos; PJ = Partidos jugados; G = Partidos ganados; E = Partidos empatados; P = Partidos perdidos; GF = Goles a favor; GC = Goles en contra; Dif = Diferencia de gol
 NOTA:Aunque el conjunto del Dep.Quito haya ganado por 2-0 al Aucas, no se le acredito los puntos por victoria esto es debido por asuntos reglamentarios.

## Segunda Etapa

### Partidos y resultados
| Fecha 1          | Fecha 1   | Fecha 1          |
| Equipo Local     | Resultado | Equipo Visitante |
| ---------------- | --------- | ---------------- |
| Aucas            | 4-1       | Dep.Quito        |
| El Nacional      | 0-1       | LDU(Q)           |
| América de Quito | 2-1       | Univ.Católica    |

| Fecha 2      | Fecha 2   | Fecha 2          |
| Equipo Local | Resultado | Equipo Visitante |
| ------------ | --------- | ---------------- |
| LDU(Q)       | 1-1       | América de Quito |
| Politécnico  | 1-0       | Aucas            |
| Dep.Quito    | 1-3       | El Nacional      |

| Fecha 3          | Fecha 3   | Fecha 3          |
| Equipo Local     | Resultado | Equipo Visitante |
| ---------------- | --------- | ---------------- |
| América de Quito | 1-5       | Dep.Quito        |
| El Nacional      | 1-1       | Politécnico      |
| Univ.Católica    | 1-1       | LDU(Q)           |

| Fecha 4       | Fecha 4   | Fecha 4          |
| Equipo Local  | Resultado | Equipo Visitante |
| ------------- | --------- | ---------------- |
| Univ.Católica | 2-0       | Dep.Quito        |
| Politécnico   | 2-1       | América de Quito |
| El Nacional   | 0-1       | Aucas            |

| Fecha 5          | Fecha 5   | Fecha 5          |
| Equipo Local     | Resultado | Equipo Visitante |
| ---------------- | --------- | ---------------- |
| Dep.Quito        | 1-1       | LDU(Q)           |
| Univ.Católica    | 1-1       | Politécnico      |
| América de Quito | 1-0       | Aucas            |

| Fecha 6      | Fecha 6   | Fecha 6          |
| Equipo Local | Resultado | Equipo Visitante |
| ------------ | --------- | ---------------- |
| El Nacional  | 2-5       | América de Quito |
| LDU(Q)       | 2-1       | Politécnico      |
| Aucas        | 1-0       | Univ.Católica    |

| Fecha 7       | Fecha 7   | Fecha 7          |
| Equipo Local  | Resultado | Equipo Visitante |
| ------------- | --------- | ---------------- |
| Politécnico   | 0-0       | Dep.Quito        |
| Univ.Católica | 1-3       | El Nacional      |
| LDU(Q)        | 0-0       | Aucas            |

### Tabla de posiciones
|  |  |    | Equipo           | PJ | PG | PE | PP | GF | GC | DG | PTS |
|  |  | -- | ---------------- | -- | -- | -- | -- | -- | -- | -- | --- |
|  |  | 1. | LDU(Q)           | 6  | 2  | 4  | 0  | 6  | 4  | +2 | 8   |
|  |  | 2. | Aucas            | 6  | 3  | 1  | 2  | 6  | 3  | +3 | 7   |
|  |  | 3. | Politécnico      | 6  | 2  | 3  | 1  | 6  | 5  | +1 | 7   |
|  |  | 4. | América de Quito | 6  | 3  | 1  | 2  | 11 | 11 | 0  | 7   |
|  |  | 5. | El Nacional      | 6  | 2  | 1  | 3  | 9  | 11 | -1 | 5   |
|  |  | 6. | Univ.Católica    | 6  | 1  | 2  | 3  | 6  | 8  | -2 | 4   |
|  |  | 7. | Dep.Quito        | 6  | 1  | 2  | 3  | 8  | 11 | -3 | 4   |

Pts = Puntos; PJ = Partidos jugados; G = Partidos ganados; E = Partidos empatados; P = Partidos perdidos; GF = Goles a favor; GC = Goles en contra; Dif = Diferencia de gol

## Tercera Etapa

### Partidos y resultados
| Fecha 1          | Fecha 1   | Fecha 1          |
| Equipo Local     | Resultado | Equipo Visitante |
| ---------------- | --------- | ---------------- |
| América de Quito | 0-2       | LDU(Q)           |
| Aucas            | 3-2       | Politécnico      |
| El Nacional      | 0-0       | Dep.Quito        |

| Fecha 2          | Fecha 2   | Fecha 2          |
| Equipo Local     | Resultado | Equipo Visitante |
| ---------------- | --------- | ---------------- |
| Aucas            | 0-0       | El Nacional      |
| Univ.Católica    | 2-0       | LDU(Q)           |
| América de Quito | 3-2       | Dep.Quito        |

| Fecha 3       | Fecha 3   | Fecha 3          |
| Equipo Local  | Resultado | Equipo Visitante |
| ------------- | --------- | ---------------- |
| Aucas         | 0-0       | América de Quito |
| Univ.Católica | 2-1       | Dep.Quito        |
| El Nacional   | 1-1       | Politécnico      |

| Fecha 4          | Fecha 4   | Fecha 4          |
| Equipo Local     | Resultado | Equipo Visitante |
| ---------------- | --------- | ---------------- |
| América de Quito | 3-3       | Politécnico      |
| Aucas            | 0-1       | Univ.Católica    |
| LDU(Q)           | 1-2       | Dep.Quito        |

| Fecha 5       | Fecha 5   | Fecha 5          |
| Equipo Local  | Resultado | Equipo Visitante |
| ------------- | --------- | ---------------- |
| El Nacional   | 5-2       | América de Quito |
| Univ.Católica | 1-1       | Politécnico      |
| Aucas         | 0-3       | LDU(Q)           |

| Fecha 6          | Fecha 6   | Fecha 6          |
| Equipo Local     | Resultado | Equipo Visitante |
| ---------------- | --------- | ---------------- |
| El Nacional      | 2-2       | LDU(Q)           |
| América de Quito | 5-0       | Univ.Católica    |
| Dep.Quito        | 3-3       | Politécnico      |

| Fecha 7      | Fecha 7   | Fecha 7          |
| Equipo Local | Resultado | Equipo Visitante |
| ------------ | --------- | ---------------- |
| Aucas        | 2-2       | Dep.Quito        |
| El Nacional  | 0-0       | Univ.Católica    |
| Politécnico  | 1-1       | LDU(Q)           |

### Tabla de posiciones
|  |  |    | Equipo           | PJ | PG | PE | PP | GF | GC | DG | PTS |
|  |  | -- | ---------------- | -- | -- | -- | -- | -- | -- | -- | --- |
|  |  | 1. | Univ.Católica    | 6  | 3  | 2  | 1  | 6  | 7  | -1 | 8   |
|  |  | 2. | El Nacional      | 6  | 1  | 5  | 0  | 8  | 5  | +3 | 7   |
|  |  | 3. | América de Quito | 6  | 3  | 1  | 2  | 14 | 12 | +2 | 7   |
|  |  | 4. | LDU(Q)           | 6  | 2  | 2  | 2  | 9  | 7  | +2 | 6   |
|  |  | 5. | Politécnico      | 6  | 0  | 5  | 0  | 11 | 12 | -1 | 5   |
|  |  | 6. | Dep.Quito        | 6  | 1  | 3  | 2  | 10 | 11 | -1 | 5   |
|  |  | 7. | Aucas            | 6  | 1  | 2  | 3  | 5  | 9  | -4 | 4   |

Pts = Puntos; PJ = Partidos jugados; G = Partidos ganados; E = Partidos empatados; P = Partidos perdidos; GF = Goles a favor; GC = Goles en contra; Dif = Diferencia de gol

### Tabla Acumulada
|  |  |    | Equipo           | PJ | PG | PE | PP | GF | GC | DG  | PTS |
|  |  | -- | ---------------- | -- | -- | -- | -- | -- | -- | --- | --- |
|  |  | 1. | El Nacional      | 18 | 7  | 7  | 4  | 28 | 21 | +7  | 21  |
|  |  | 2. | LDU(Q)           | 18 | 7  | 7  | 4  | 27 | 21 | +6  | 21  |
|  |  | 3. | Univ.Católica    | 18 | 7  | 7  | 4  | 19 | 17 | +2  | 21  |
|  |  | 4. | Aucas            | 18 | 7  | 3  | 8  | 22 | 21 | +1  | 17  |
|  |  | 5. | Politécnico      | 18 | 3  | 10 | 5  | 29 | 30 | -1  | 16  |
|  |  | 6. | Dep.Quito        | 18 | 4  | 7  | 7  | 26 | 30 | -4  | 15  |
|  |  | 7. | América de Quito | 18 | 6  | 3  | 9  | 29 | 41 | -12 | 15  |

Pts = Puntos; PJ = Partidos jugados; G = Partidos ganados; E = Partidos empatados; P = Partidos perdidos; GF = Goles a favor; GC = Goles en contra; Dif = Diferencia de gol
|  | Clasificaron al Campeonato Ecuatoriano de Fútbol 1965 y definieron el Desempate por el título. |
|  | Clasificó al Campeonato Ecuatoriano de Fútbol 1965.                                            |

### Tabla Acumulada(Desempate)
Debido a que los conjuntos de El Nacional, LDU(Q), Univ.Católica terminarían empatados con 21 puntos, se utilizó como desempate los puntos obtenidos entre los encuentros directos entre los 3 equipos dando como finalistas del torneo a militares y camarattas.
|  |  |    | Equipo        | PJ | PG | PE | PP | GF | GC | DG | PTS |
|  |  | -- | ------------- | -- | -- | -- | -- | -- | -- | -- | --- |
|  |  | 1. | Univ.Católica | 6  | 2  | 3  | 1  | 5  | 4  | +1 | 7   |
|  |  | 2. | El Nacional   | 6  | 2  | 2  | 2  | 7  | 6  | +1 | 6   |
|  |  | 3. | LDU(Q)        | 6  | 1  | 3  | 2  | 5  | 7  | -2 | 5   |

Pts = Puntos; PJ = Partidos jugados; G = Partidos ganados; E = Partidos empatados; P = Partidos perdidos; GF = Goles a favor; GC = Goles en contra; Dif = Diferencia de gol
|  | Disputaron el Desempate por el título. |

## Final del campeonato
La disputaron entre Univ.Católica y El Nacional ganando el equipo Camaratta.
| Fecha         | Ciudad | Equipo local      | Resultado | Equipo visitante |
| ------------- | ------ | ----------------- | --------- | ---------------- |
| 24 de octubre | Quito  | Univ.Católica (C) | 1-0       | El Nacional      |

### Campeón
|                           |
| Univ.Católica 1.er Título |